# Holochelus reichenbachi
Holochelus reichenbachi är en skalbaggsart som beskrevs av Keith 2006. Holochelus reichenbachi ingår i släktet Holochelus och familjen Melolonthidae. Inga underarter finns listade i Catalogue of Life.